# Route nationale 572 (Belgique)
 (avril 2020).
Si vous disposez d'ouvrages ou d'articles de référence ou si vous connaissez des sites web de qualité traitant du thème abordé ici, merci de compléter l'article en donnant les références utiles à sa vérifiabilité et en les liant à la section « Notes et références ».
Pour les articles homonymes, voir Route nationale 572 (homonymie).
La route nationale 572 est une route nationale de Belgique de 5,9 kilomètres qui relie Gilly à Couillet (Charleroi) via Montignies-sur-Sambre

## Description du tracé

### Communes sur le parcours
- Région wallonne
  -  Province de Hainaut
    - Gilly (Charleroi)
    - Montignies-sur-Sambre (Charleroi)
    - Couillet(Charleroi)

Pour les articles homonymes, voir Route nationale 572a.
La route nationale 572a est une route nationale de Belgique de 160 mètres qui relie la  à Montignies-sur-Sambre  à la  à Montignies-sur-Sambre elle prolonge la  à Montignies-sur-Sambre

## Description du tracé

### Communes sur le parcours
- Région wallonne
  -  Province de Hainaut
    - Montignies-sur-Sambre